# Imre Nagy (pentathlon moderne)
Imre Nagy, né le 21 février 1933 à Monor et mort le 20 octobre 2013, est un pentathlonien hongrois.

## Palmarès

### Jeux olympiques
- 1960 à Rome,  Italie
  -  Médaille d'or par équipe
- 1960 à Rome,  Italie
  -  Médaille de bronze en individuel
- 1964 à Tokyo,  Japon
  -  Médaille de bronze par équipe [2]